# Newspapers.com
Newspapers.com is een website in het bezit van Ancestry.com met als doel een verzameling te vormen van voornamelijk oude kranten. De website is alleen te doorzoeken door mensen met een abonnement.
Op 29 november 2012 kondigde Ancestry.com de oprichting van de website aan. Bij de oprichting beschikte de website over ruim 25 miljoen pagina's verspreid over 800 kranten. Die aantallen waren in januari 2025 uitgegroeid tot ruim 1 miljard pagina's verspreid over 27.500 kranten. Aanvankelijk waren alle beschikbare kranten in de Verenigde Staten gepubliceerd, maar later zijn daar ook kranten uit Australië, Canada, Engeland, Ierland, Noord-Ierland, Panama, Schotland en Wales bijgekomen.